# Gwendoline Hamon
Pour les articles homonymes, voir Hamon.
Gwendoline Hamon, née le 27 août 1970 à Boulogne-Billancourt, est une actrice française. Elle est la petite-fille de Jean Anouilh.

## Biographie
Gwendoline Hamon naît à Boulogne-Billancourt et passe une partie de son enfance au Sénégal. Alors qu'elle a 8 ans, ses parents se séparent et elle rentre en France avec sa mère. Elle découvre le théâtre grâce à sa grand-mère, Nicole Anouilh, elle-même comédienne et metteuse en scène, qui l'emmène chaque semaine voir des pièces de théâtre.
Elle commence sa carrière au théâtre en 1990 dans L'Avare de Molière avec Michel Bouquet, puis joue dans les pièces de son grand-père Jean Anouilh sous la direction notamment de Patrice Leconte, Jean-Claude Brialy, mais aussi dans de nombreuses pièces d'auteurs tels qu'Oscar Wilde, Marcel Achard, René de Obaldia... En 2000, son interprétation dans Le Nouveau Testament de Sacha Guitry, mis en scène par Bernard Murat lui vaut d'être nommée au Molière de la révélation théâtrale.
Parallèlement, elle commence une carrière à la télévision dans différentes séries télévisées comme Les Cordier, juge et flic, Nestor Burma, Julie Lescaut et également dans des téléfilms réalisés par Philippe de Broca, Charlotte Brändström, puis, au cinéma sous la direction notamment de Diane Kurys dans Sagan.
En 2006, l'actrice devient présentatrice de l'émission Gwendoline, assistante de Star sur Téva. En 2013, Laurent Ruquier lui propose d'intégrer son émission On va s'gêner sur Europe 1 en tant que chroniqueuse, puis dans L'Émission pour tous sur France 2.
Après avoir mis en scène, avec Alain Fromager, Le Voyageur sans bagage de son grand-père, elle écrit un premier roman en 2014, Les dieux sont vaches, qui évoque le cancer de sa mère.
Depuis 2015, Gwendoline Hamon incarne la commissaire Florence Cassandre dans la série Cassandre sur France 3 aux côtés d'Alexandre Varga et Dominique Pinon, devenant ainsi, pour la première fois, le personnage principal d'une série.
Elle est la marraine de l'association IMAGYN (Initiative des MAlades atteintes de cancers GYNécologiques) qui sensibilise aux cancers gynécologiques.

### Vie privée
Elle épouse, en 2004, Frédéric Diefenthal, rencontré en 1996 alors qu'ils partageaient la scène dans Bagatelle(s), sous la direction de Pierre Mondy et avec qui elle a un fils prénommé Gabriel, la même année. Le couple se sépare en 2013.

## Théâtre

### Comédienne
- 1990 : L'Avare de Molière, mise en scène Pierre Franck, théâtre de l'Atelier
- 1991 : Ornifle ou le Courant d'air de Jean Anouilh, mise en scène Patrice Leconte, théâtre des Bouffes-Parisiens
- 1993 : Roméo et Jeannette de Jean Anouilh, mise en scène Daniel Ivernel, théâtre de l'Œuvre, tournée Herbert-Karsenty
- 1994 : Le Bal des voleurs de Jean Anouilh, mise en scène Jean-Claude Brialy, Festival d'Anjou
- 1995 : Noix de coco de Marcel Achard, mise en scène Daniel Gélin
- 1995 : Les Gagneurs, d'Alain Krief, mise en scène José Paul et Stéphane Hillel
- 1996 : L'Invitation au château de Jean Anouilh, mise en scène Jean-Claude Brialy, festivals d'été et Rome
- 1996 : Bagatelle(s) de Noël Coward, mise en scène Pierre Mondy, théâtre de Paris
- 1999 : Du vent dans les branches de Sassafras de René de Obaldia, mise en scène Thomas le Douarec, théâtre du Ranelagh
- 1999 : Le Nouveau Testament de Sacha Guitry, mise en scène Bernard Murat, théâtre des Variétés
- 2002 : Futur conditionnel de Xavier Daugreilh, mise en scène Nicolas Briançon, théâtre Tristan Bernard
- 2006 - 2007: L'Importance d'être constant d'Oscar Wilde, mise en scène Pierre Laville, théâtre Antoine
- 2008 : L'Importance d'être constant d'Oscar Wilde, mise en scène Pierre Laville, opéra de Massy
- 2010 : Kramer contre Kramer d'Avery Corman, mise en scène Didier Caron et Stéphane Boutet, théâtre des Bouffes-Parisiens
- 2011 :  Kramer contre Kramer d'Avery Corman, mise en scène Didier Caron et Stéphane Boutet, tournée
- 2014 : Femmes Libérées de Noémie de Lattre, Nicolas Lumbreras, Rudy Milstein, Johann Dionnet, Jean Gardeil, Sarah Suco, mise en scène Pierre Palmade, Théâtre Tristan Bernard[9]
- 2023 : Joyeuses Pâques de Jean Poiret, mise en scène Nicolas Briançon, théâtre Marigny

### Metteur en scène
- 2013 : Le voyageur sans bagage de Jean Anouilh, mise en scène Alain Fromager et Gwendoline Hamon, en tournée et au Centre national de création d'Orléans

## Filmographie

### Cinéma
- 2004 : L'Incruste, fallait pas le laisser entrer ! d'Alexandre Castagnetti et Corentin Julius : l'ex d'Alexandre
- 2004 : Plat du jour de Sophie Boudre :
- 2005 : Le Piège d'Alix Delaporte : Agnès
- 2005 : Un truc dans le genre de Alexandre Ciolek : Nicole Bouleau
- 2005 : Voisins, voisines de Malik Chibane : Alice Loïc
- 2008 : Sagan de Diane Kurys : Suzanne Quoirez
- 2009 : Erreur de la banque en votre faveur de Michel Munz et Gérard Bitton : Prune
- 2009 : Quelque chose à te dire de Cécile Telerman : Valérie de Parentis
- 2012 : Et si on vivait tous ensemble ? de Stéphane Robelin : Sabine
- 2015 : Une famille à louer de Jean-Pierre Améris : la femme de Fabian
- 2016 : Blind Sun de Joyce Nashawati : Elisabeth
- 2018 : Nous finirons ensemble de Guillaume Canet : Géraldine
- 2021 : Un petit miracle de Sophie Boudre : l'avocate d'Antoine
- 2022 : Une belle course de Christian Carion : Denise

### Télévision
- 1992 : Les Noces de carton de Pierre Sisser : Stéphanie
- 1993 : Garde à vue de Marco Poly
- 1994 : Extrême Limite de Didier Albert (épisode Adeline et le commissaire)
- 1996 : Les Cordier, juge et flic  de Gilles Béhat : Annie (épisode Le Petit Juge)
- 1997 : La Dame aux Camélias de Jean-Claude Brialy
- 1997 : Marceeel !!! d'Agnès Delarive
- 1997 : Nestor Burma de Philippe Venault (épisode Les affaires reprennent)
- 1998 : Marc Eliot de Joyce Buñuel : Émilie Smet (épisodes Bande de filles et La Traque)
- 1999 : Julie Lescaut de Gilles Béhat : Mme Julliard (épisode Interdit au public)
- 1999 : B.R.I.G.A.D. de Marc Angelo : Sylvie Le Guérin (épisode Le Forcené)
- 1999 - 2000 : Eva Mag de C. Courtois, A. Saxe, A. Bourry : Adeline
- 2000 : Villa mon rêve de Didier Grousset : Véronique Marchand
- 2000 : Un gars, une fille de Guy A. Lepage : Suzanne (saison 2)
- 2001 : Navarro de Patrick Jamain : Catherine (épisode Zéro pointé)
- 2001 : H de Frédéric Berthe : Sylvie (épisode Une histoire de permis)
- 2001 : Madame Sans-Gêne de Philippe de Broca
- 2002 : On ne choisit pas sa famille de François Luciani
- 2002 : Rien ne va plus de Michel Sibra
- 2002 : Julia Ferrenzi une amie en or d'Éric Woreth
- 2003 : Père et Maire de Philippe Monnier
- 2003 : Avocats et Associés de Patrice Martineau
- 2003 : Une Amie en or d'Éric Woreth
- 2004 : 2013 : La Fin du pétrole de Stéphane Meunier
- 2005 : Rose et Val de Christian Bonnet
- 2005 : Mado de François Luciani
- 2006 : David Nolande de Nicolas Cuche
- [2006 : Gwendoline, assistante de Star sur Téva
- 2006 : Tombé du ciel de Stéphane Kappes
- 2006 : Le Fantôme de mon ex de Charlotte Brändström
- 2007 : Les Cerfs-volants de Jérôme Cornuau
- 2007-2011 : Flics de Nicolas Cuche
- 2008 : Facteur chance de Julien Seri
- 2009 : Juste un peu d'@mour de Nicolas Herdt
- 2010 : Le Pot de colle de Julien Seri
- 2010 : Un divorce de chien de Lorraine Lévy
- 2010-2011  : Les Virtuoses de Claude-Michel Rome
- 2012 : Un homme au pair de Laurent Dussaux
- 2013 : J'adore ma vie de Stéphane Kurc
- 2013 : Profilage : Ingrid Ronez / Laurence Paillon (épisode Destins Croisés)
- 2014 : Mes grands-mères et moi de Thierry Binisti
- 2015 : Une mère en trop de Thierry Petit : Florence
- 2015 - en cours : Cassandre de Mathieu Masmondet et Bruno Lecigne : Commissaire Florence Cassandre
- 2015 : Caïn : Jeanne Carbonnel (épisode Le grand saut)
- 2017 : Nina : Laure (épisode Résonances)
- 2018 : Meurtres en Haute-Savoie de René Manzor : Claire Garibaldi
- 2019 : Crimes parfaits : Mathilde Moreno (épisode Pour l'Eternité)
- 2020 : Grand Hôtel de Yann Samuell et Jérémy Minui : Françoise Marchand
- 2021 : Une si longue nuit de Jérémy Minui : Céline Jourdain (mini-série)
- 2022 : Maman, ne me laisse pas m'endormir de Sylvie Testud : Juliette
- 2022 : L'Impasse de Delphine Lemoine
- 2024 : Rien ne t'efface de Jérôme Cornuau : Maddi

## Publication
- Les dieux sont vaches, éditions Jean-Claude Lattès, 2014  (ISBN 978-2-7096-4621-5), 250 pages

## Distinction

### Nomination
- Molières 2000 : Molière de la révélation théâtrale pour Le Nouveau Testament